# 柳生陣屋
柳生陣屋（やぎゅうじんや）は、奈良県奈良市柳生町にあった柳生藩の居館。かつての柳生氏の本城である柳生城に隣接している。
徳川幕府より1万2千石の所領を与えられた柳生宗矩により1642年に建設された。1747年に火災で焼失した。1980年に整備され、現在は公園となっている。

## 周辺
- 旧柳生藩家老屋敷
- 天石立神社
- 柳生街道